# Julia Kerninon
Pour les articles homonymes, voir Kerninon et Kino.
Julia Kerninon, née le 21 janvier 1987 à Nantes, est une romancière et traductrice française.

## Biographie

### Enfance et formation
Julia Kerninon naît le 21 janvier 1987 à Nantes. Elle grandit dans sa ville natale auprès de parents instituteurs bretons et anglophiles, ainsi que de sa petite sœur,,.
De ses 15 à 18 ans, elle participe aux scènes de slam poésie à Nantes,,. A cette période, elle écrit beaucoup, s'imposant des contraintes horaires de rédaction.
Elle réalise ensuite une licence de lettres et marque une pause dans ses études pour vivre à Budapest et écrire,. Puis elle publie sous le pseudonyme « Julia Kino »,.
En 2016, elle obtient un doctorat en littérature américaine,. Elle consacre sa thèse à l'étude des entretiens de The Paris Review, une revue littéraire américaine qui a interviewé de grands écrivains du XXe siècle.

### Carrière littéraire
Julia Kerninon publie son premier livre, Adieu la chair, à l'âge de vingt ans, sous le pseudonyme « Julia Kino ». Le roman raconte l'histoire d'adolescents mal dans leur peau qui commettent des meurtres.
En 2009, elle publie un second roman, un polar nommé Stiletto, qui raconte l'histoire de deux journalistes de faits divers devenant meurtriers.
En 2014, la publication de Buvard lui vaut plusieurs prix, dont le prix Françoise-Sagan. Le roman raconte l'histoire d'une écrivaine recluse en Angleterre qui va se confier à un jeune homme venu l'interviewer.
En 2016, Le dernier amour d'Attila Kiss, qui raconte l'histoire d'un ouvrier hongrois tombant amoureux d'une jeune et riche viennoise, est lauréat du prix de la Closerie des Lilas,. L'auteure reçoit également le prix de la page 112.
En 2017, Julia Kerninon publie une courte autobiographie, intitulée Une activité respectable. Elle y raconte son enfance et sa passion pour l'écriture,.
En 2018 parait Ma dévotion, qui retrace une histoire d'amour du début à la fin,. L'auteure reçoit le prix Fénéon.
En 2020 sort Liv Maria, un portrait de femme qui remportera deux ans plus tard le prix Folio des libraires, organisé en partenariat avec Télérama.
En 2021, elle publie un essai, Le chaos ne produit pas de chefs-d’œuvre : les écrivains, le travail et la légende, issu de sa thèse et consacré à John Steinbeck, Ernest Hemingway et William Faulkner.
En 2022, elle publie un court roman autobiographique, Toucher la terre ferme, sur le fait de devenir mère tout en restant soi. Le roman sort en poche en août 2023.
En 2023, elle co-écrit l’ouvrage Mères sans filtre, publié chez Solar Editions, avec sept autres autrices dont Camille Abbey, Renée Greusard et Claire Tran. Elle y raconte son expérience de la maternité et les difficultés inhérentes.
Le 17 août 2023, elle sort son septième roman intitulé Sauvage. Le roman dresse le portrait d'une femme forte, à l'image de deux de ses précédents romans Liv Maria et Ma Dévotion. Il raconte l'histoire de la mère de famille et cheffe de restaurant Ottavia Selvaggio, dont le nom de famille veut dire sauvage en italien et dont les choix de vie sont remis en cause par le retour d'un ancien amant.

#### Féminisme
Outre deux autobiographies, Julia Kerninon écrit souvent des romans consacrés à des portraits de femmes. « La littérature a été faite principalement par les hommes. Des portraits de femmes telles que nous les femmes on les connaît, il n’y en a pas tant que ça. Chez moi, il y a cette envie de repeupler la littérature de femmes crédibles » explique-t-elle en 2023.

### Vie privée
Après avoir vécu dans le 18e arrondissement de Paris, Julia Kerninon réside depuis 2017 à Nantes. Elle a deux enfants, Georges et Martin.

## Publications

### Romans

#### Sous le pseudonyme de Julia Kino
- Adieu la chair, Paris, Éditions Sarbacane, coll. « Exprim' », 2007, 186 p.  (ISBN 978-2-84865-158-3)
- Stiletto, Paris, Éditions Sarbacane, coll. « Exprim' noir », 2009, 208 p.  (ISBN 978-2-84865-317-4)

#### Sous le nom de Julia Kerninon
- Buvard. Une biographie de Caroline N. Spacek, Arles, France, Éditions du Rouergue, coll. « La Brune », 2013, 199 p.  (ISBN 978-2-8126-0616-8)[23]Prix Françoise-Sagan 2014[2]
Prix René-Fallet 2015[24]
- Le Dernier Amour d'Attila Kiss, Arles, Éditions du Rouergue, coll. « La Brune », 2016, 123 p.  (ISBN 978-2-8126-0990-9)[7]Prix 2016 de la Page 112[pertinence contestée]
Prix de la Closerie des Lilas 2016[25],[26]
- Une activité respectable, Arles, éditions du Rouergue, coll. « La Brune », 2017, 60 p. (ISBN 978-2-8126-1203-9)[27]
- Ma dévotion[14], éditions du Rouergue, coll. « La Brune », 22 août 2018, 304 p. Prix Fénéon 2018[28]
- Liv Maria, Paris, éditions de l'Iconoclaste, 2020, 224 p. (ISBN 978-2-37880-154-0)

- Toucher la terre ferme, éditions de l'Iconoclaste, 2022 (ISBN 978-2378802752)
- Sauvage, édition l'Iconoclaste 2023.

### Essais
- Le chaos ne produit pas de chefs-d'œuvre : les écrivains, le travail et la légende, PUF, 2021, 198 p. (ISBN 978-2-13-081659-1)

### Traductions
- Ils vécurent heureux et n'eurent pas d'enfants, recueil coordonné par Meghan Daum (en), Éditions Kero, 2019, 293 p.
- Thornhill de Pam Smy, éditions du Rouergue, 2019, 544 p.
- Entre toutes les mères d'Ashley Audrain (en), éditions Jean-Claude Lattès, 2021, 400 p.
- Sous la peau de Rebecca Watson, éditions Grasset, coll. « En lettres d'ancre », 2021, 275 p.
- Les conversations de Miranda Popkey, éditions Jean-Claude Lattès, 2021, 270 p.